# ヨードセングライ・フェアテックス
ヨードセングライ・フェアテックス（泰: ยอดแสนไกล แฟร์เท็กซ์、英: Yodsaenklai Fairtex、1985年7月1日 - ）は、タイの男性ムエタイ選手、キックボクサー。ノーンブワラムプー県出身。元WBCムエタイ世界スーパーウェルター級王者。日本ではヨードセンクライ、ヨーセングライなどとも呼ばれる。「Computer Wizard」の異名を持ち、立ち技を得意とする。

## 来歴
2005年12月10日、オーストラリアで初代WBCムエタイ世界スーパーウェルター級王者決定戦に出場。ジョン・ウェイン・パー（オーストラリア）に判定勝ちし全階級を通して史上初の世界王者となった。
2006年6月30日、K-1初参戦となったK-1 WORLD MAX 2006のオープニングファイトでカマル・エル・アムラーニ（ドイツ）と対戦。1Rにダウンを奪うなど終始攻め続け、判定勝ちを収めた。試合後、谷川貞治イベントプロデューサーは「触らぬ神に祟りなし」「タイ人が増えるのは問題です。多くて二人まででしょう。タイ人ばかりになっちゃいますよ」とコメントした。
2008年3月2日、オランダでアンディ・サワーと対戦し、判定負け。
2009年1月18日、「ムエローク Japan 2009 〜最大最強のムエタイ祭り〜」のWPMF世界スーパーミドル級王座決定戦で中村高明に大差の判定勝ちを収め王座を獲得した。
2021年、自身のInstagramで引退を公表。

## 戦績
| キックボクシング 戦績 | キックボクシング 戦績 | キックボクシング 戦績 | キックボクシング 戦績 | キックボクシング 戦績 | キックボクシング 戦績 | キックボクシング 戦績 |
| --------------------- | --------------------- | --------------------- | --------------------- | --------------------- | --------------------- | --------------------- |
| 236 試合              | (T)KO                 | 判定                  | その他                | 引き分け              | 無効試合              |                       |
| 173 勝                | 63                    |                       |                       | 4                     | 0                     |                       |
| 70 敗                 |                       |                       |                       | 4                     | 0                     |                       |

| 勝敗 | 対戦相手                                 | 試合結果                  | 大会名                                                                                  | 開催年月日     |
| ×    | 白須康仁                                 | 3R終了 判定               | THAI FIGHT EXTREME JAPAN                                                                | 2011年8月7日   |
| ○    | Karim Ghajji                             | 3R終了 判定               | THAI FIGHT EXTREME HONG KONG                                                            | 2011年7月17日  |
| ○    | Jose Barradas                            | 3R終了 判定               | THAI FIGHT EXTREME CHANNES PARIS                                                        | 2011年5月14日  |
| ○    | コスモ・アレキサンドラ                   | 3R終了 判定               | Kings Birthday 2010 【決勝】                                                            | 2010年12月5日  |
| ○    | ジョーダン・ワトソン                     | 3R終了 判定               | Kings Birthday 2010 【準決勝】                                                          | 2010年12月5日  |
| ○    | ヴァージル・コロッサ                     | 3R終了 判定               | Kings Birthday 2010 【1回戦】                                                           | 2010年12月5日  |
| ×    | ジョン・ウェイン・パー                   | 5R終了 判定               | Pay Back Time 2, Powerplay Promotions                                                   | 2010年10月17日 |
| ○    | ワン・ガン                               | 判定                      | Legends of Heroes: Muaythai vs Kung Fu, Arena of Stars, Genting Highlands               | 2010年10月9日  |
| ×    | アーテム・レヴィン                       | 4R終了 判定2-3            | SportAccord World Combat Games, Finals -75 kg                                           | 2010年9月2日   |
| ○    | ヴァシル・テレソノック                   | 4R終了 判定4-1            | SportAccord World Combat Games, Semi Finals -75 kg)                                     | 2010年8月31日  |
| ○    | グリハム・ジュング                       | TKO（レフェリーストップ） | SportAccord World Combat Games, Quarter Finals -75 kg                                   | 2010年8月29日  |
| ○    | アブドゥル・シアソイ                     | 4R KO                     | Kickboxing Superstar XIX Edition                                                        | 2010年3月2日   |
| ×    | ヴァージル・コロッサ                     | 判定                      | Guinée Muay Thai                                                                        | 2010年2月13日  |
| ○    | ハリッド・ボウディフ                     | 5R終了 判定               | SLAMM "Nederland vs Thailand VI"                                                        | 2009年11月29日 |
| ○    | マルコ・ピケ                             | 5R終了 判定               | Janus FIGHT NIGHT                                                                       | 2009年11月7日  |
| ○    | コスモ・アレキサンドラ                   | 4R KO                     | Champions of Champions 2 【WMC世界ミドル級王座決定戦】                                  | 2009年6月26日  |
| ○    | アリ・グンヤー                           | 5R終了 判定               | Les Star du Ring                                                                        | 2009年3月26日  |
| ○    | 中村高明                                 | 5R終了 判定3-0            | ムエローク Japan 2009 〜最大最強のムエタイ祭り〜 【WPMF世界スーパーミドル級王座決定戦】 | 2009年1月18日  |
| ○    | ラムソンクラーム・チュワタナ             | 1R KO                     | ギニア Muaythai Tournament【決勝】                                                      | 2008年12月20日 |
| ○    | ヨハン・リドン                           | 3R TKO                    | ギニア Muaythai Tournament【準決勝】                                                    | 2008年12月20日 |
| ○    | （ベラルーシ人）                         | 3R終了 判定               | ギニア Muaythai Tournament【1回戦】                                                     | 2008年12月20日 |
| ○    | ヴァージル・コロッサ                     | 判定                      | Planet Battle                                                                           | 2008年11月25日 |
| ○    | マドスア                                 | 3R KO                     | The Return Of The Condentars                                                            | 2008年9月17日  |
| ○    | マライペット                             | 3R TKO                    | WBC Muaythai Chamipionship                                                              | 2008年6月22日  |
| ○    | レヴィン・アーテム                       | 2R KO                     | K-1 Rumble of the Kings 2008                                                            | 2008年5月31日  |
| ○    | ジョン・ウェイン・パー                   | 5R終了 判定               | The Contender Asia Finale                                                               | 2008年4月23日  |
| ○    | Sean Wright                              | KO                        | The Contender Asia Episode 13                                                           | 2008年4月9日   |
| ○    | Naruepol Fairtex                         | KO                        | The Contender Asia Episode 9                                                            | 2008年3月12日  |
| ○    | ブルース・マクフィー                     | 5R終了 判定               | The Contender Asia Episode 4                                                            | 2008年2月6日   |
| ×    | アンディ・サワー                         | 延長R終了 判定0-3         | SLAMM - Netherland vs Thailand IV                                                       | 2008年3月2日   |
| ○    | ディミトリ・シミコフ                     | 1R KO                     | KO World Series 【ミドル級 決勝】                                                       | 2008年2月9日   |
| ○    | シャノン・フォアマン                     | 2R KO                     | KO World Series 【ミドル級 1回戦】                                                      | 2008年2月9日   |
| △    | ファリッド・ヴィヨム                     | 5R終了 判定ドロー         | 不明                                                                                    | 不明           |
| ○    | ファリッド・ヴィヨム                     | 3R KO                     | 不明                                                                                    | 不明           |
| ○    | カマル・エル・アムラーニ                 | 3R終了 判定3-0            | K-1 WORLD MAX 2006 〜世界一決定トーナメント決勝戦〜 【オープニングファイト】            | 2006年6月30日  |
| ○    | ジョン・ウェイン・パー                   | 5R終了 判定               | オーストラリア 【WBCムエタイ世界スーパーウェルター級王者決定戦】                        | 2005年12月10日 |
| ○    | サムゴー・ギャットモンテープ             | 5R終了 判定               | ルンピニー・スタジアム 【タイ国スーパーウェルター級タイトルマッチ】                     | 2005年9月6日   |
| ×    | ノッパデーッ・チェングティムイムジム     | 5R終了 判定               | スッグ・ギャットペット                                                                  | 2005年7月8日   |
| ○    | ノッパガーオ・ソーワンチャート           | 5R終了 判定               | ラジャダムナン・スタジアム                                                              | 2005年3月24日  |
| ○    | トゥワントング・チャットチャトリー       | 3R TKO                    | スッグ・ペットインディー                                                                | 2005年2月25日  |
| ×    | オーローノー・マジェスティックジム       | 3R KO                     | スッグ・ワンブンヤー                                                                    | 2005年1月21日  |
| ○    | ラックヒン・ソーサリトング               | 5R終了 判定               | ラジャダムナン創立記念興行                                                              | 2004年12月23日 |
| ○    | サガッペット・ソーサクンパン             | 5R終了 判定               | スッグ・フェアテック                                                                    | 2004年11月12日 |
| ×    | サガッペット・ソーサクンパン             | 5R終了 判定               | スッグ・ワンブンヤー                                                                    | 2004年8月27日  |
| ○    | チャーリー・ソーチャイタミン             | 1R TKO                    | スッグ・フェアテック                                                                    | 2004年6月22日  |
| ×    | オーローノー・マジェスティックジム       | 4R TKO                    | スッグ・ペットインディー                                                                | 2004年5月4日   |
| ×    | シンダム・ギャットムー9                  | 5R終了 判定               | スッグ・ペットインディー＋ワンウェラポン                                                | 2004年4月2日   |
| ○    | ワチャラチャイ・ゲーオサムリット         | 1R KO                     | スッグ・ペットピア                                                                      | 2004年1月27日  |
| ○    | ポンピタック・ペットウドムチャイ         | 2R TKO                    | スッグ・ムエタイルンピニーゲリッククライ                                                | 2004年1月3日   |
| ○    | ノッパラット・ギャットカムトン           | 判定                      | スッグ・ムエタイルンピニーゲリック                                                      | 2003年11月15日 |
| ○    | プータワン・ブリラムプーカオファイ       | 3R KO                     | スッグ・ムエタイルンピニーゲリック                                                      | 2003年10月11日 |
| ○    | ゲーウ・フェアテック                     | 5R終了 判定               | スッグ・ムエタイルンピニーゲリッククライ                                                | 2003年8月16日  |
| ○    | ヨーダラップ・ダーウペーリウ             | 5R終了 判定               | スッグ・ムエタイルンピニーゲリッククライ                                                | 2003年7月19日  |
| ×    | ワンミーチャイ・ミナヨーティン           | 5R終了 判定               | スッグ・D4Dコモーンレン+ペットインディー                                                | 2003年6月14日  |
| ×    | ノッパラット・ギアットガムトン           | 3R KO                     | スッグ・ペットインディー                                                                | 2003年3月28日  |
| ×    | ポンサネー・シィスマンチャイ             | 4R TKO                    | スッグ・フェアテック                                                                    | 2003年2月18日  |
| ×    | ポンサネー・シィスモンチャイ             | 3R KO                     | スッグ・ペットパノムルン                                                                | 2003年1月14日  |
| ×    | ペッターピー・チョーチンウォング         | 3R KO                     | 不明                                                                                    | 2002年4月9日   |
| ○    | ヨートーン・ピタッククルーチャイデーング | 3R KO                     | ルンピニー・スタジアム                                                                  | 2002年1月4日   |

## 獲得タイトル
- タイ国プロムエタイ協会スーパーウェルター級王座
- 初代WBCムエタイ世界スーパーウェルター級王座
- ルンピニー・スタジアム認定フライ級王座
- ルンピニー・スタジアム認定ウェルター級王座
- WPMF世界スーパーウェルター級王座
- WPMF世界スーパーミドル級王座
- WMC世界ミドル級王座
- Lion Fight世界ミドル級王座